# Бекри, Нур
Нур Бекри (уйг. نۇر بەكرى‎; кит. 努尔·白克力; род. 9 августа 1961, Боро-Тала, Синьцзян-Уйгурский автономный район) — китайский политик уйгурского происхождения, председатель Синьцзян-Уйгурского автономного района (СУАР) с 2008 по 2014 годы. С 2014 по 2018 год он был заместителем председателя Национальной комиссии по развитию и реформам и директором Национального энергетического управления в ранге министра. Бекри был одним из высокопоставленных чиновников из числа этнических меньшинств в правительстве Китая.
Бекри родился и вырос в СУАР. До своего переезда в Пекин он провел всю свою жизнь в регионе, за исключением небольшого срока в качестве заместителя мэра Фэйчэна. Он также был мэром Урумчи. В 2018 году он был уволен со своих постов и подвергнут уголовному преследованию за коррупцию. Был исключен из компартии.

## Ранние годы
Нур Бекри родился в деревне недалеко от Казахстана в районе Боле (известный в СУАР как «Бортала»). Он получил образование на китайском языке с раннего детства и свободно говорил на уйгурском и китайском языках. Он провел только один год в старшей школе, прежде чем сдавать вступительные экзамены в университет, и набрал наибольшее количество баллов в своем городке. Лучшие университеты страны считали его «маленьким талантом».
В конце концов, Бекри поступил в Синьцзянский университет в сентябре 1978 года и изучал политическую теорию. Он вступил в Коммунистическую партию Китая (КПК) в декабре 1982 года. После окончания университета он остался в своем университете, став лектором по политической теории, и был видным членом местной организации Коммунистического союза молодежи. В конце 1980-х стал заместителем руководителя комсомольской организации Синьцзянского университета, и в конце концов его повысили до первого секретаря комсомола университета. Эту должность он занимал до 1992 года.

## Политическая карьера
С 1993 по 1995 год Бекри служил в Кашгарской области помощником местного губернатора. С 1994 по 2002 год Бекри занимал ряд местных политических постов, включая вице-мэра Фэйчэн, заместителя генерального секретаря регионального правительства СУАР, заместителя партийного секретаря и мэра Урумчи. В возрасте 37 лет Бекри был самым молодым мэром столицы провинции Китая в то время. Затем Бекри работал в региональном правительстве. В начале 2000-х стал членом партийного комитета, а затем заместителем партийного секретаря в январе 2005 года.

### Председатель Синьцзяна
Нур Бекри был назначен председателем Народного правительства Синьцзян-Уйгурского автономного района, заменив Исмаила Тиливальди, который ушел с поста председателя в декабре 2007 года. В возрасте 46 лет Бекри стал одним из самых молодых губернаторов провинции (или его эквивалентов) в Китае. Как председатель, Бекри был номинально высшим правительственным чиновником СУАР, но на практике подчинялся секретарю Коммунистической партии в регионе, Ван Лэцюаню (1994—2010), а затем Чжан Чуньсяню (с 2010 года).
После беспорядков в Урумчи в 2009 году Бекри выступил с телеобращением, в котором объяснил ситуацию, приведшую к насилию, а затем осудил тех, кого он считал координаторами нападения. Бекри подвергся критике со стороны уйгурского экономиста и ученого Ильхама Тохти, основателя Uyghur Online. Тохти сказал, что Бекри был «неквалифицированым» и что ему «нет дела до уйгуров». Тохти был позже заключен в тюрьму по обвинению в «сепаратизме». Всемирный уйгурский конгресс и некоторые представители зарубежной уйгурской общины также считают Бекри «марионеткой китайского правительства». Бекри был высокопоставленным правительственным чиновником, выступившим по телевидению с речью по этому вопросу.
Будучи высокопоставленным этническим уйгурским чиновником в правительстве СУАР, Бекри возглавлял партийную линию по вопросам, связанным с независимостью Уйгурии, часто выступая с официальными обвинениями в том, что правительство рассматривало как религиозный экстремизм или терроризм. Его иногда называли «нол бекри», словосочетание уйгурского языка, что примерно означало «ноль бекри», имея в виду, что его считают слабым политиком.

### Национальная энергетическая администрация
В декабре 2014 года Бекри был переведен в Национальное управление энергетики (NEA) под управлением влиятельного Государственного комитета по развитию и реформам, орган, обладающий широкими полномочиями в области экономического развития. На посту председателя СУАР его сменил Шохрат Закир. Взяв на себя высшую работу в Национальном энергетическом управлении, Нур Бекри пошёл по пути, отличным от привычных для лидеров уйгурского правительства. Он занял основную должность, совершенно не связанную с этническими вопросами. Его первым актом в качестве лидера NEA было подавление коррупции; один из его предшественников Лю Тяньань отправился в тюрьму за коррупцию по громкому делу. Под руководством Бекри NEA пообещала крупные инвестиции в возобновляемые источники энергии и закрыла более 100 угольных электростанций. Он стал откровенным сторонником возобновляемой энергии, встречаясь с руководителями отрасли и рассказывая о том, что Китай вносит «силу и мудрость» в преобразование мирового производства энергии.
Бекри является альтернативным членом 17-го Центрального комитета Коммунистической партии Китая и членом 18-го Центрального комитета . Он был единственным этническим уйгуром с полноправным членством в 18-м ЦК. Он не получил место в 19-м Центральном комитете, несмотря на то, что он не достиг пенсионного возраста, что вызвало спекуляции в 2017 году о том, что он «потерял самообладание».

## Расследование
Ранним утром 20 сентября 2018 года Бекри был подвергнут расследованию со стороны Центральной комиссии по проверке дисциплины и Национальной контрольной комиссии. Его последним публичным выступлением был визит в Россию с вице-премьером Хань Чжэном. 16 марта 2019 года он был исключён из Коммунистической партии Китая. Французское информационное агентство AFP сообщило, что Бекри был арестован за взяточничество (коррупцию), сославшись на заявление национальных прокуроров от 2 апреля 2019 года.
2 декабря 2019 года Нур Бекри был приговорён к пожизненному заключению за взятку в Шеньянском народном суде.